# Leichtathletik-Weltmeisterschaften 2015/Speerwurf der Frauen

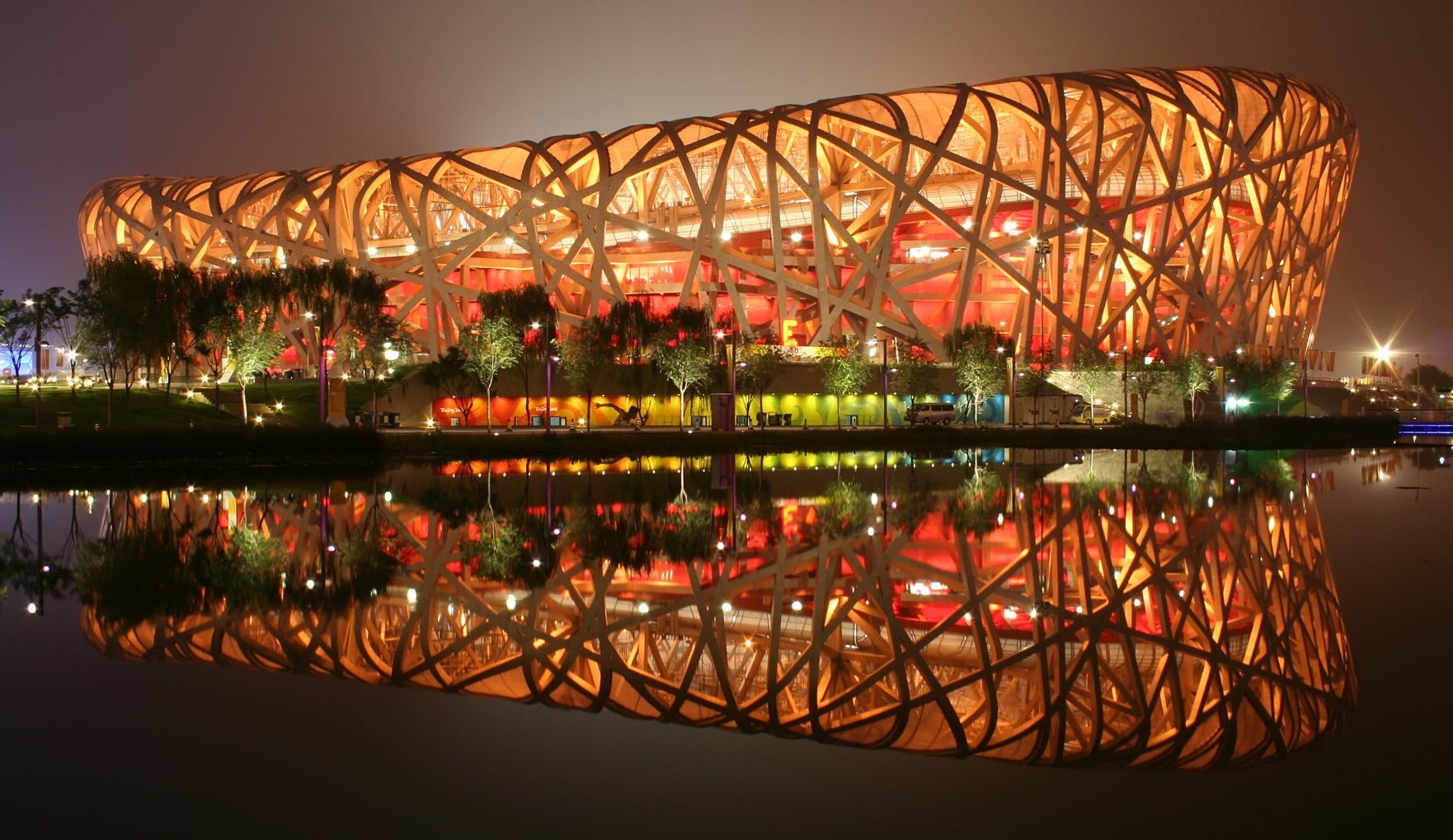
Das Nationalstadion Peking während der Weltmeisterschaften

Der Speerwurf der Frauen bei den Leichtathletik-Weltmeisterschaften 2015 wurde am 28. und 30. August 2015 im Nationalstadion der chinesischen Hauptstadt Peking ausgetragen.
Weltmeisterin wurde die Deutsche Katharina Molitor. Die Chinesin Lü Huihui gewann die Silbermedaille. Auf den dritten Platz kam die südafrikanische Vizeweltmeisterin von 2011, vierfache Afrikameisterin (2004/2008/2010/2014) und Vizeafrikameisterin von 2006 Sunette Viljoen.

## Bestehende Rekorde
| Weltrekord               | Barbora Špotáková | 72,29 m | Stuttgart, Deutschland        | 13. September 2008 |
| Weltmeisterschaftsrekord | Osleidys Menéndez | 71,70 m | WM 2005 in Helsinki, Finnland | 14. August 2005    |

Der bestehende WM-Rekord wurde bei diesen Weltmeisterschaften nicht eingestellt und nicht verbessert.
Es gab eine Weltjahresbestleistung und einen Kontinentalrekord.
- Weltjahresbestleistung: 67,69 m – Katharina Molitor (Deutschland), Finale am 30. August
- Kontinentalrekord: 66,13 m (Asienrekord) – Lü Huihui (Volksrepublik China), Finale am 30. August

## Legende
Kurze Übersicht zur Bedeutung der Symbolik – so üblicherweise auch in sonstigen Veröffentlichungen verwendet:
| – | verzichtet |
| x | ungültig   |

## Qualifikation
Die Qualifikation wurde in zwei Gruppen durchgeführt. Die Qualifikationsweite für den direkten Finaleinzug betrug 63,50 m. Da nur acht Athletinnen diese Weite übertrafen (hellblau unterlegt), wurde das Finalfeld mit den nächstbesten Athletinnen beider Gruppen auf insgesamt zwölf Teilnehmerinnen aufgefüllt (hellgrün unterlegt). So reichten schließlich 62,21 m für die Finalteilnahme.

### Gruppe A

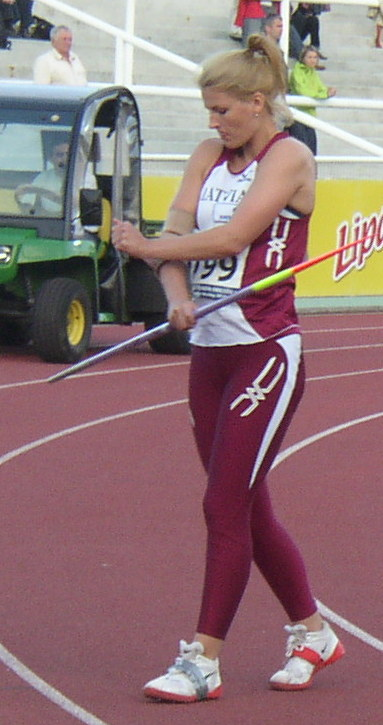
Madara Palameika – ausgeschieden als Sechste mit 62,17 m

28. August 2015, 19:00 Uhr Ortszeit (13:00 Uhr MESZ)
| Platz | Athletin               | Land                | 1. Versuch | 2. Versuch | 3. Versuch | Weite (m) |
| ----- | ---------------------- | ------------------- | ---------- | ---------- | ---------- | --------- |
| 01    | Brittany Borman        | USA                 | 58,24      | x          | 64,22      | 64,22     |
| 02    | Christina Obergföll    | Deutschland         | x          | x          | 64,10      | 64,10     |
| 03    | Sunette Viljoen        | Südafrika           | 63,93      | –          | –          | 63,93     |
| 04    | Katharina Molitor      | Deutschland         | 60,64      | 59,90      | 63,23      | 63,23     |
| 05    | Lü Huihui              | Volksrepublik China | 59,66      | 63,15      | –          | 63,15     |
| 06    | Madara Palameika       | Lettland            | 59,78      | x          | 62,17      | 62,17     |
| 07    | Zhang Li               | Volksrepublik China | 61,29      | 61,80      | 56,23      | 61,80 SB  |
| 08    | Hanna Hazko-Fedussowa  | Ukraine             | 59,25      | 61,41      | x          | 61,41 SB  |
| 09    | Yuki Ebihara           | Japan               | 53,67      | 57,56      | 60,30      | 60,30     |
| 10    | Kelsey-Lee Roberts     | Australien          | 60,18      | 58,03      | 49,78      | 60,18     |
| 11    | Tazzjana Chaladowitsch | Belarus             | x          | 55,67      | 60,07      | 60,07     |
| 12    | Martina Ratej          | Slowenien           | 57,13      | 59,76      | x          | 59,76     |
| 13    | Wera Rebrik            | Russland            | 59,67      | x          | 59,35      | 59,67     |
| 14    | Jucilene de Lima       | Brasilien           | 59,38      | 59,49      | 51,18      | 59,49     |
| 15    | Goldie Sayers          | Großbritannien      | 58,28      | 58,11      | x          | 58,28     |
| 16    | Sanni Utriainen        | Finnland            | 54,57      | 55,56      | x          | 55,56     |

In Qualifikationsgruppe A ausgeschiedene Speerwerferinnen:

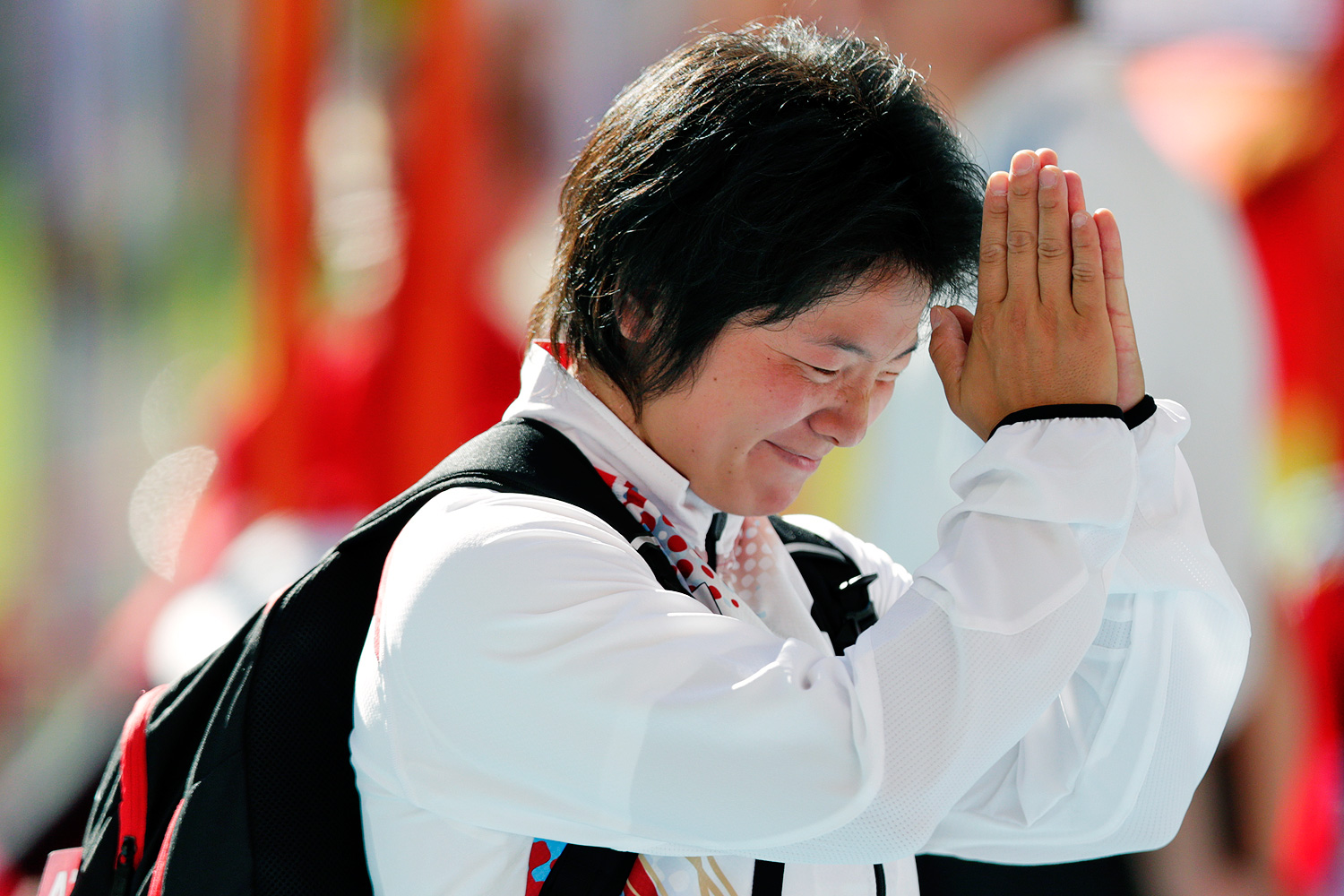
Yuki Ebihara Rang neun mit 60,30 m
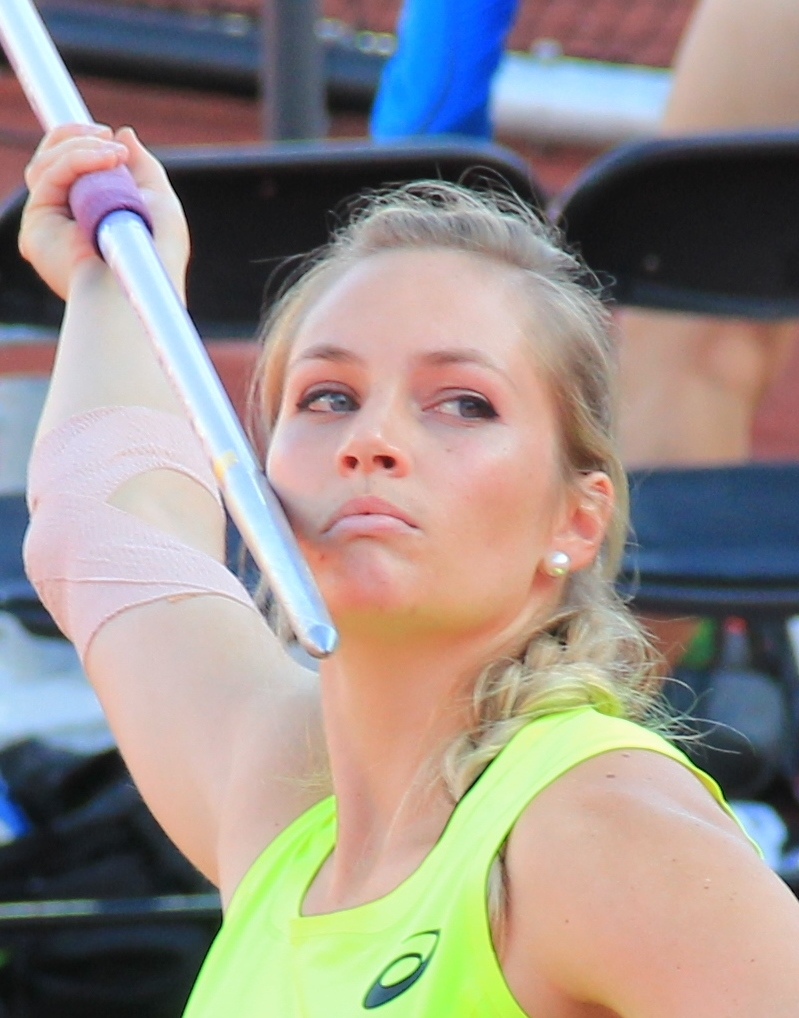
Kelsey-Lee Roberts Rang zehn mit 60,18 m
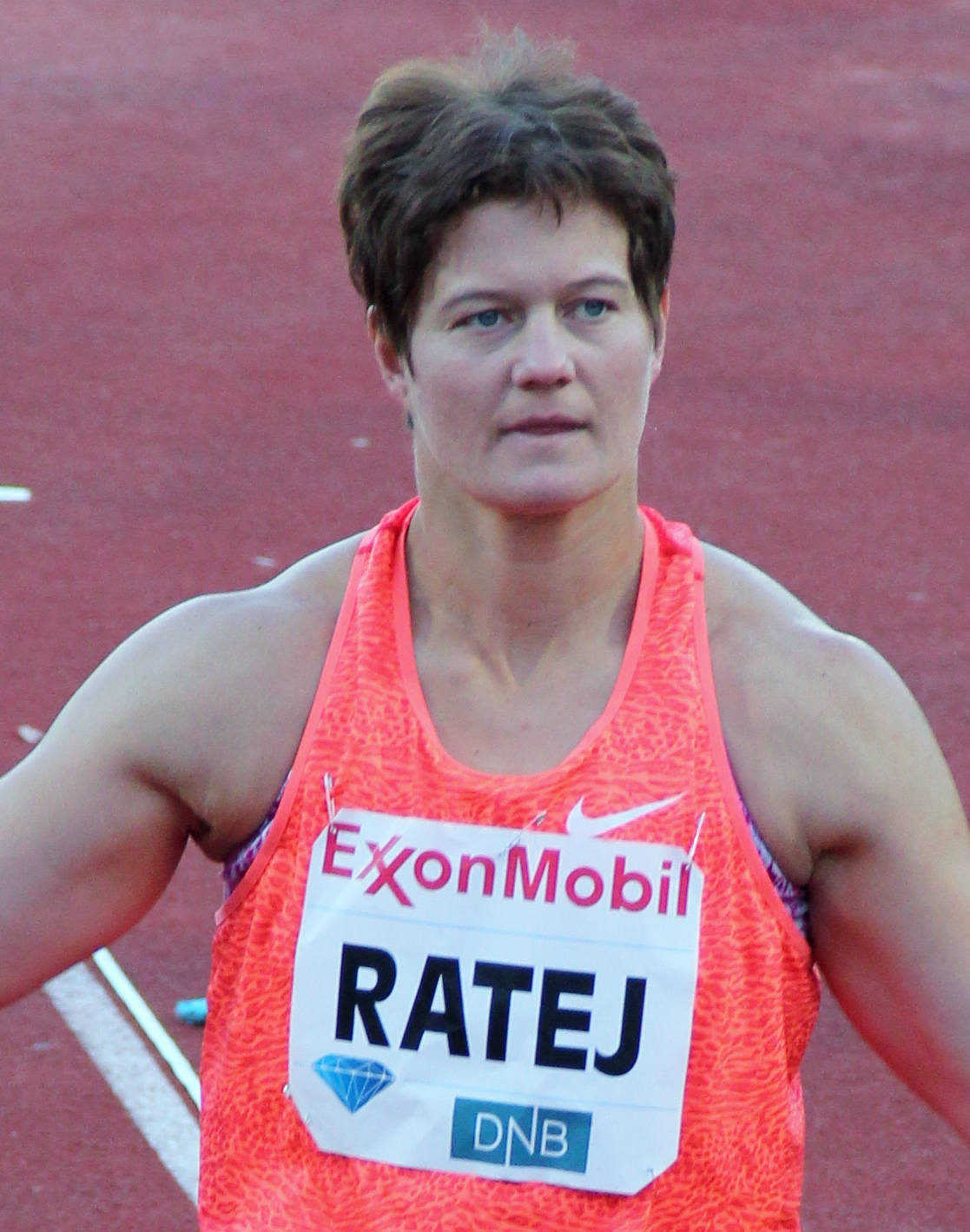
Martina Ratej Rang zwölf mit 59,76 m
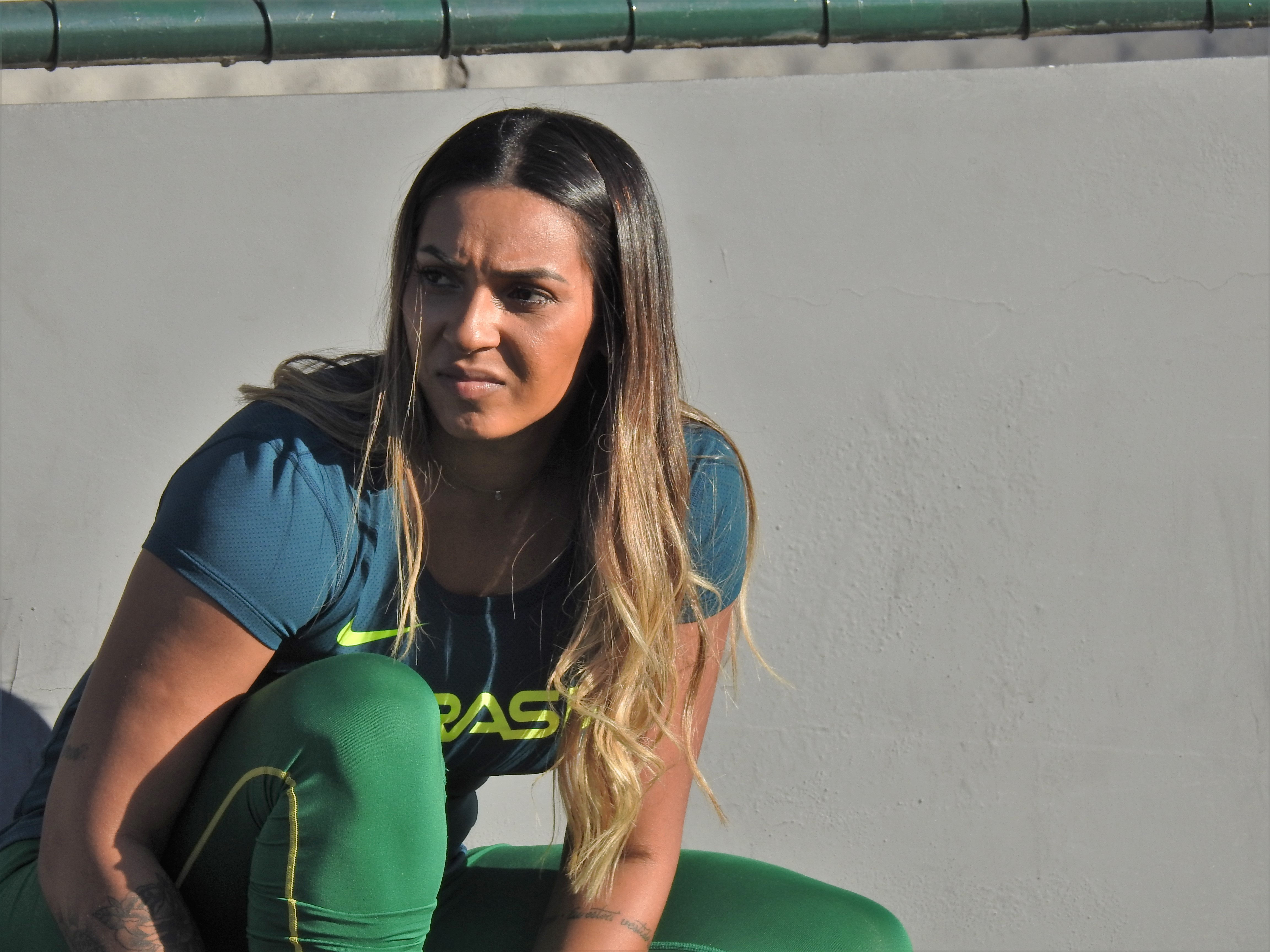
Jucilene de Lima Rang vierzehn mit 59,49 m
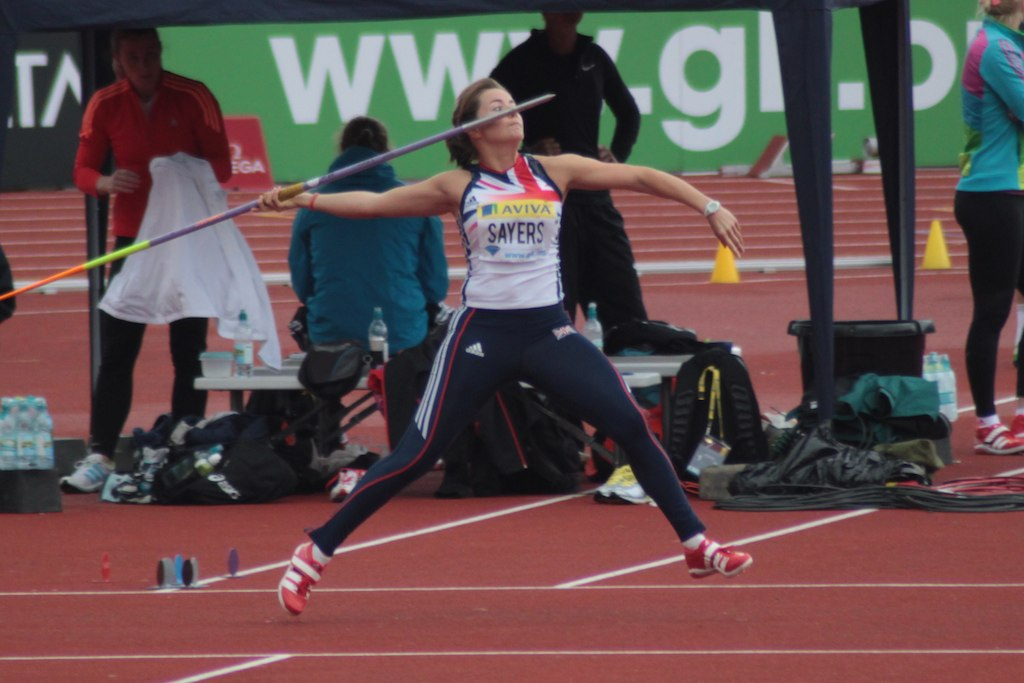
Goldie Sayers Rang fünfzehn mit 58,28 m

### Gruppe B
28. August 2015, 20:25 Uhr Ortszeit (14:25 Uhr MESZ)
| Platz | Athletin            | Land                | 1. Versuch | 2. Versuch | 3. Versuch | Weite (m) |
| ----- | ------------------- | ------------------- | ---------- | ---------- | ---------- | --------- |
| 01    | Christin Hussong    | Deutschland         | 60,27      | 61,00      | 65,92      | 65,92 PB  |
| 02    | Li Lingwei          | Volksrepublik China | 65,07      | –          | –          | 65,07 SB  |
| 03    | Barbora Špotáková   | Tschechien          | 60,62      | 65,02      | –          | 65,02     |
| 04    | Elizabeth Gleadle   | Kanada              | 64,02      | –          | –          | 64,02     |
| 05    | Linda Stahl         | Deutschland         | 62,12      | 61,21      | 63,52      | 63,52     |
| 06    | Sinta Ozoliņa       | Lettland            | 62,81      | x          | x          | 62,81 SB  |
| 07    | Kara Winger         | USA                 | 61,59      | 62,21      | 59,18      | 62,21     |
| 08    | Marharyta Doroschon | Israel              | 61,04      | 59,79      | 60,63      | 61,04     |
| 09    | Kathryn Mitchell    | Australien          | 61,04      | x          | x          | 61,04     |
| 10    | Yulenmis Aguilar    | Kuba                | 60,52      | 59,05      | 58,04      | 60,52     |
| 11    | Kimberley Mickle    | Australien          | x          | 59,83      | x          | 59,83     |
| 12    | Flor Ruíz           | Kolumbien           | x          | 56,70      | 57,25      | 57,25     |
| 13    | Maria Andrejczyk    | Polen               | 52,86      | 53,44      | 56,75      | 56,75     |
| 14    | Ásdís Hjálmsdóttir  | Island              | 56,72      | x          | x          | 56,72     |
| 15    | Marija Abakumowa    | Russland            | 56,08      | 55,69      | x          | 56,08     |
| 16    | Kateryna Derun      | Ukraine             | x          | 53,49      | x          | 53,49     |

In Qualifikationsgruppe B ausgeschiedene Speerwerferinnen:

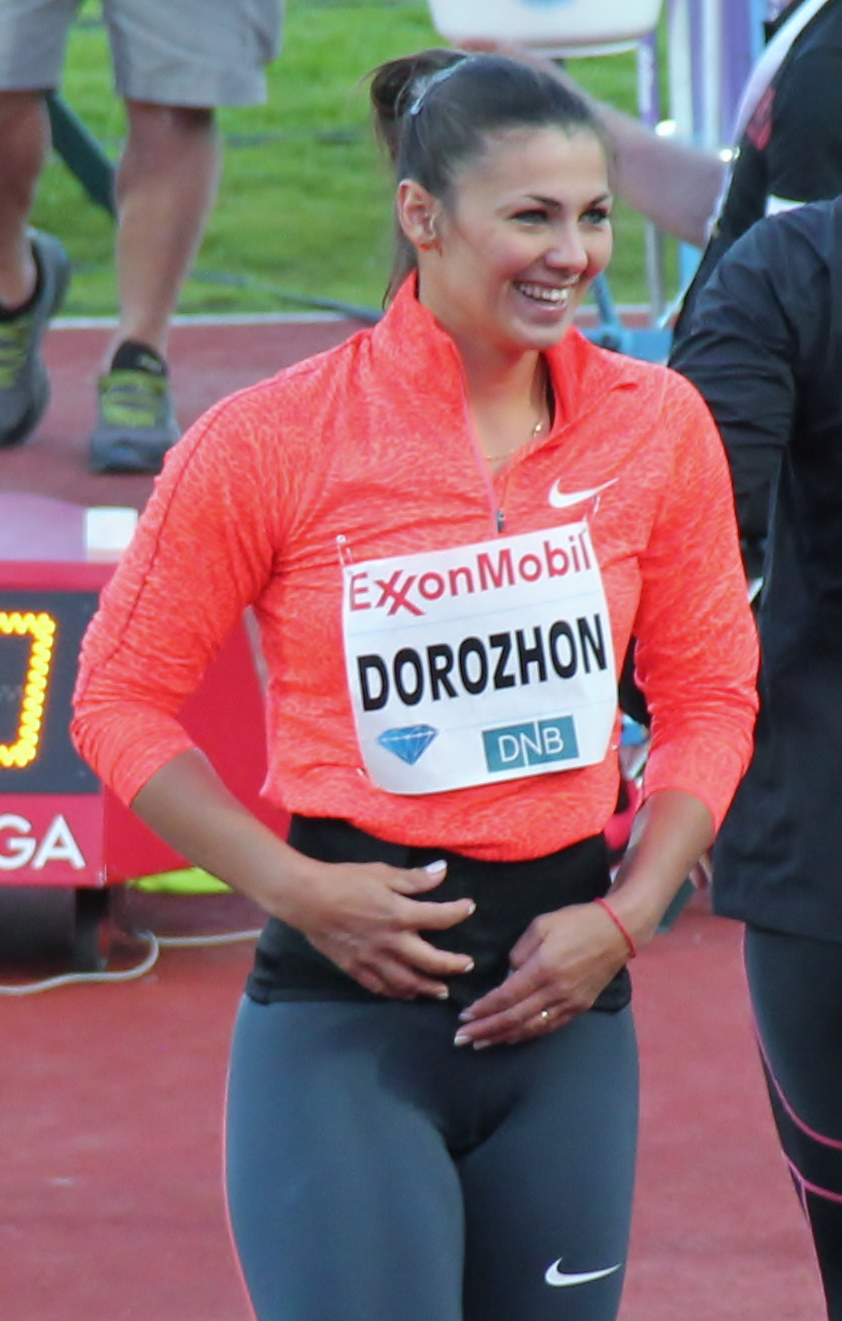
Marharyta Doroschon Rang acht mit 61,04 m
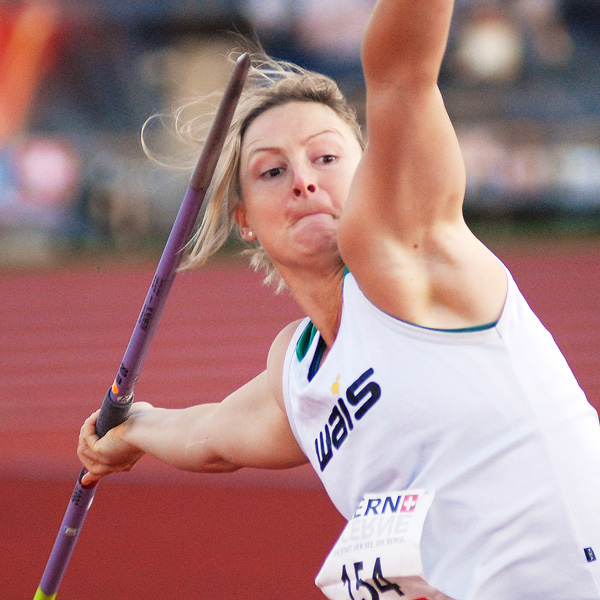
Kimberley Mickle Rang elf mit 59,83 m
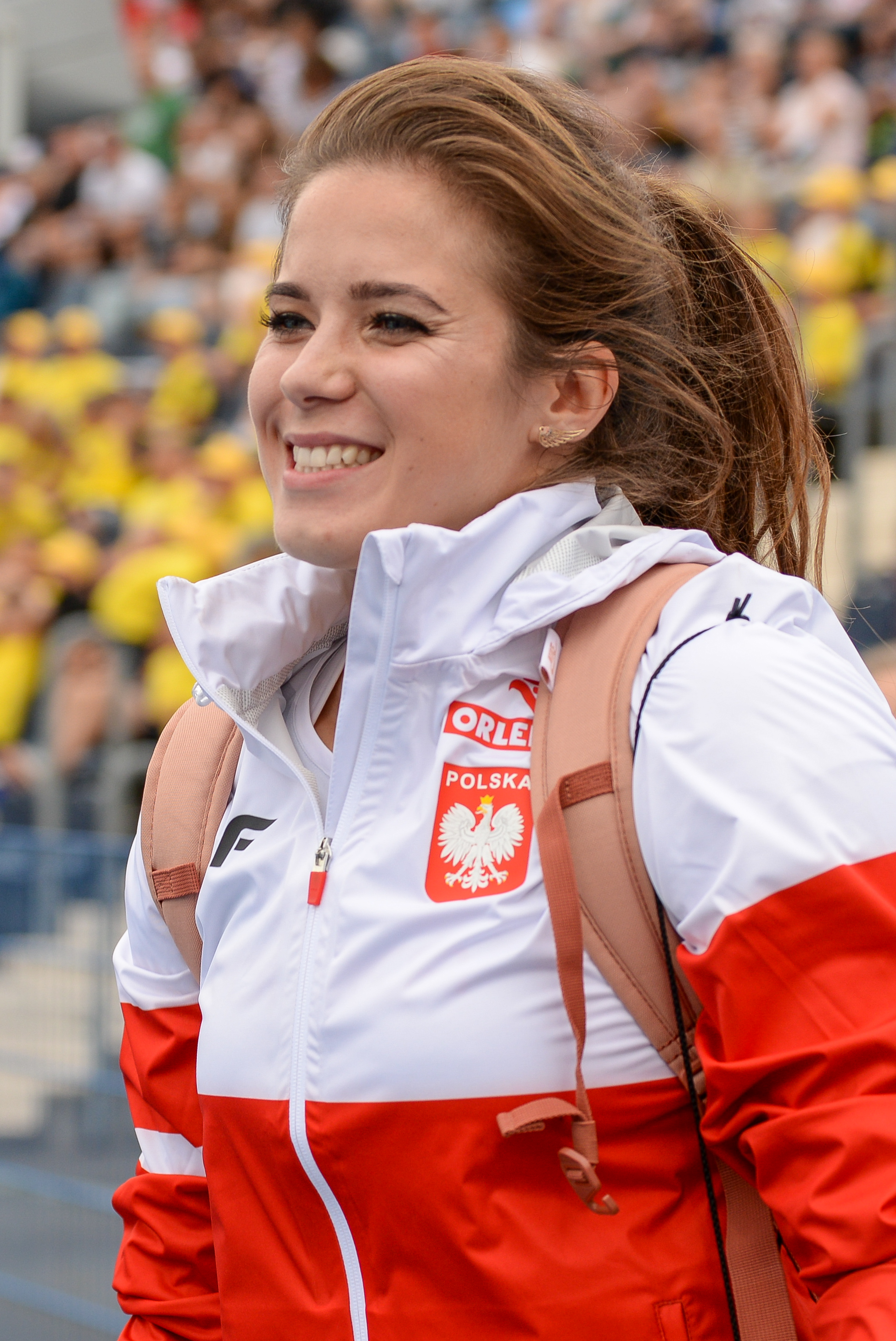
Maria Andrejczyk Rang dreizehn mit 56,75 m
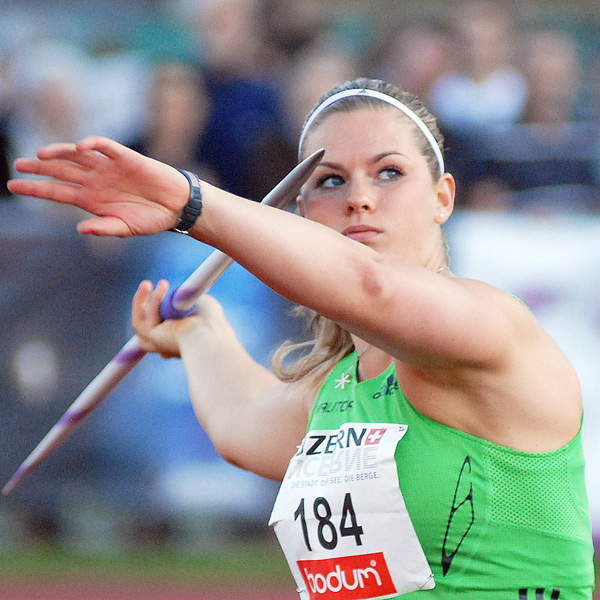
Ásdís Hjálmsdóttir Rang vierzehn mit 56,72 m
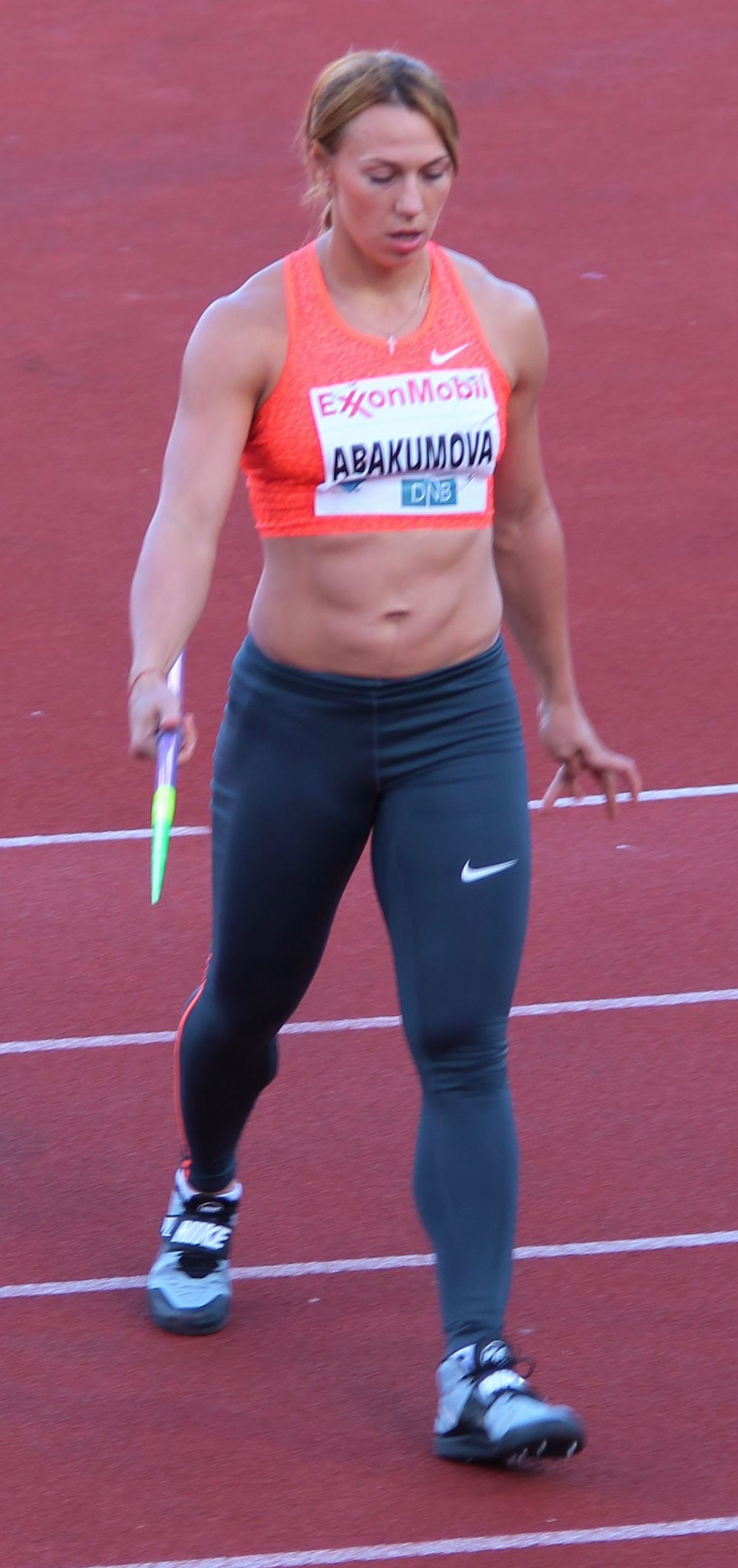
Marija Abakumowa – 2013 WM-Dritte und zuvor wegen Dopingbetrugs gesperrt[2] – Rang fünfzehn mit 56,08 m

## Finale
30. August 2015, 18:45 Uhr Ortszeit (12:45 Uhr MESZ)
Ein starkes Feld war in diesem Wettbewerb versammelt. Im Finale startete die tschechische Olympiasiegerin von 2008 / 2012, auch amtierende Europameisterin, Barbora Špotáková, die deutsche Weltmeisterin von 2013 und Olympiazweite von 2008 / 2012 Christina Obergföll, die Europameisterin von 2010 und EM-Dritte von 2012 / 2014, auch Olympiadritte von 2012, Linda Stahl aus Deutschland, die südafrikanische Olympiavierte von 2012 und WM-Dritte von 2011 Sunette Viljoen sowie die chinesische Olympiafünfte von 2012 Lü Huihui. Die russische Weltmeisterin von 2011 Marija Abakumowa war dagegen bereits in der Qualifikation ausgeschieden.
Im Finale konnten die starken Werferinnen der letzten Jahre Obergföll und vor allem Špotáková nicht an ihre großen Leistungen anknüpfen. Aber der Wettbewerb blieb spannend bis zum letzten Wurf. Im ersten Durchgang setzte sich die Chinesin Li Lingwei mit 64,10 m an die Spitze. Hinter ihr lag mit 62,20 m die Lettin Sinta Ozoliņa. In Runde zwei setzte sich Viljoen mit 63,59 m an Position zwei. Im dritten Durchgang änderte sich die bestehende Reihenfolge komplett. Die deutsche Olympiasechste Katharina Molitor übernahm mit 64,74 m die Führung. Lü Huihui war mit nur zwei Zentimetern Rückstand Zweite und Obergföll verbesserte sich mit 64,61 m auf Rang drei. Li Lingwei war jetzt Vierte vor Viljoen. Die Deutsche Christin Hussong schob sich mit 62,98 m vorbei an Ozoliņa auf Position sechs.
In Runde fünf setzten die Veränderungen sich fort. Viljoen gelang ein Wurf auf 65,79 m und war damit die neue Spitzenreiterin. Doch Lü Huihui konterte in Durchgang fünf, als sie mit 66,13 m die Südafrikanerin wieder von Platz eins verdrängte. Diese Weite stellte gleichzeitig einen neuen Asienrekord dar. Aber die Entscheidung fiel erst in Runde sechs. Katharina Molitor gelangen 67,69 m, womit sie Weltmeisterin wurde und eine neue Weltjahresbestleistung aufstellte. Lü Huihui gewann Silber, Sunette Viljoen kam auf den dritten Platz. Vierte wurde Christina Obergföll vor Li Lingwei. Christin Hussong belegte Rang sechs, Sinta Ozoliņa Rang sieben. Die US-Amerikanerin kam auf den achten Platz.
| Platz | Athletin            | Land                | 1. Versuch | 2. Versuch | 3. Versuch | 4. Versuch                                  | 5. Versuch                                  | 6. Versuch                                  | Weite (m) |
| ----- | ------------------- | ------------------- | ---------- | ---------- | ---------- | ------------------------------------------- | ------------------------------------------- | ------------------------------------------- | --------- |
|       | Katharina Molitor   | Deutschland         | 60,84      | 61,37      | 64,74      | 61,86                                       | 62,13                                       | 67,69                                       | 67,69 WL  |
|       | Lü Huihui           | Volksrepublik China | 63,80      | x          | 64,72      | 59,65                                       | 66,13                                       | 63,72                                       | 66,13 AS  |
|       | Sunette Viljoen     | Südafrika           | 60,18      | 63,09      | 62,93      | 65,79                                       | 62,11                                       | 60,11                                       | 65,79     |
| 04    | Christina Obergföll | Deutschland         | x          | 61,04      | 64,61      | x                                           | 62,51                                       | x                                           | 64,61 SB  |
| 05    | Li Lingwei          | Volksrepublik China | 64,10      | 62,56      | 61,94      | x                                           | 62,87                                       | x                                           | 64,10     |
| 06    | Christin Hussong    | Deutschland         | x          | 59,98      | 62,94      | 62,98                                       | x                                           | x                                           | 62,98     |
| 07    | Sinta Ozoliņa       | Lettland            | 62,20      | 60,56      | x          | 58,88                                       | x                                           | x                                           | 62,20     |
| 08    | Kara Winger         | USA                 | 58,55      | 60,63      | 60,88      | 59,34                                       | 59,28                                       | x                                           | 60,88     |
| 09    | Barbora Špotáková   | Tschechien          | x          | 59,54      | 60,08      | nicht im Finale der besten acht Werferinnen | nicht im Finale der besten acht Werferinnen | nicht im Finale der besten acht Werferinnen | 60,08     |
| 10    | Linda Stahl         | Deutschland         | 58,82      | 59,69      | 59,88      | nicht im Finale der besten acht Werferinnen | nicht im Finale der besten acht Werferinnen | nicht im Finale der besten acht Werferinnen | 59,88     |
| 11    | Elizabeth Gleadle   | Kanada              | 59,78      | 59,82      | x          | nicht im Finale der besten acht Werferinnen | nicht im Finale der besten acht Werferinnen | nicht im Finale der besten acht Werferinnen | 59,82     |
| 12    | Brittany Borman     | USA                 | 57,96      | 58,26      | 57,86      | nicht im Finale der besten acht Werferinnen | nicht im Finale der besten acht Werferinnen | nicht im Finale der besten acht Werferinnen | 58,26     |

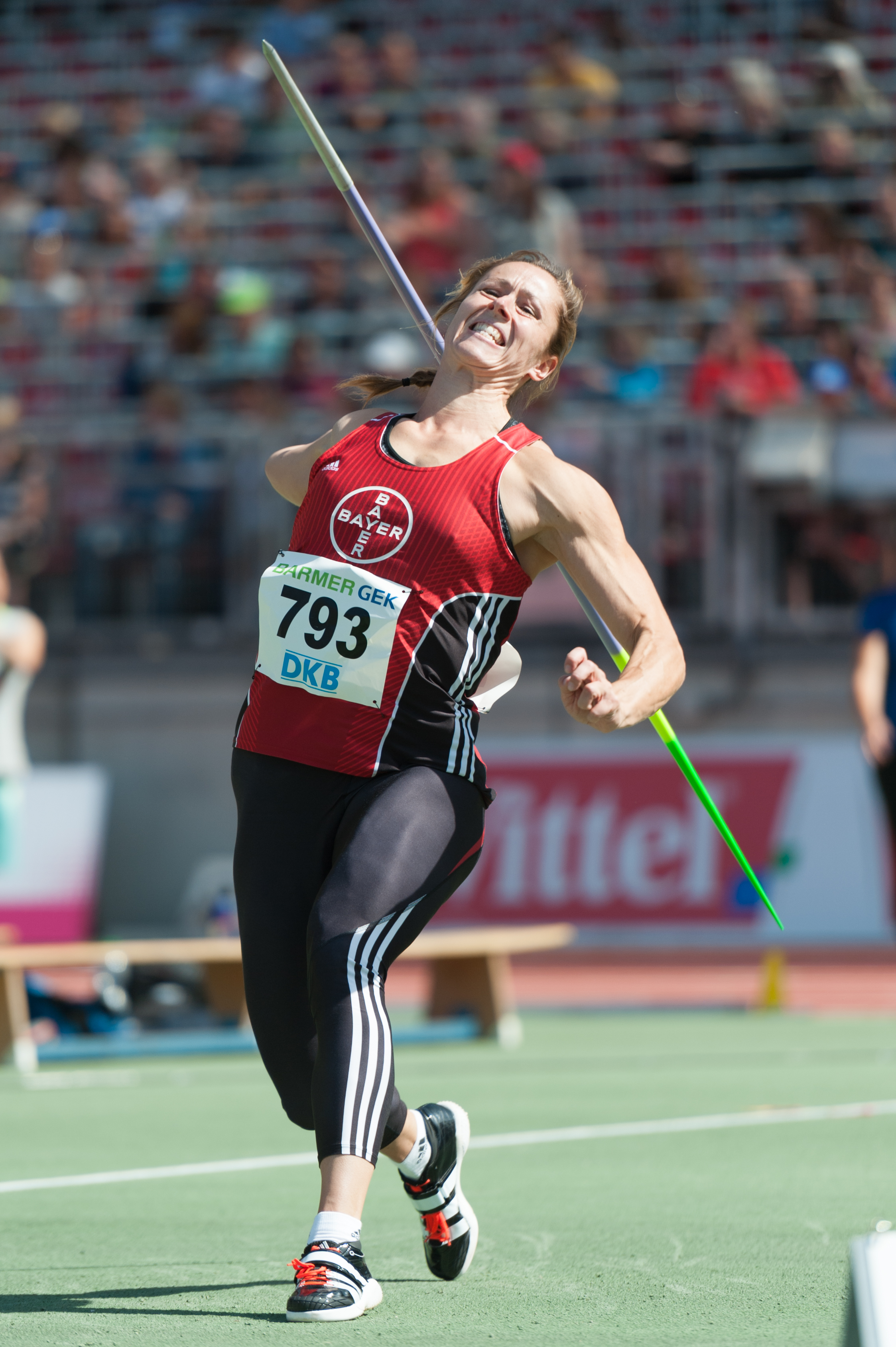
Weltmeisterin Katharina Molitor
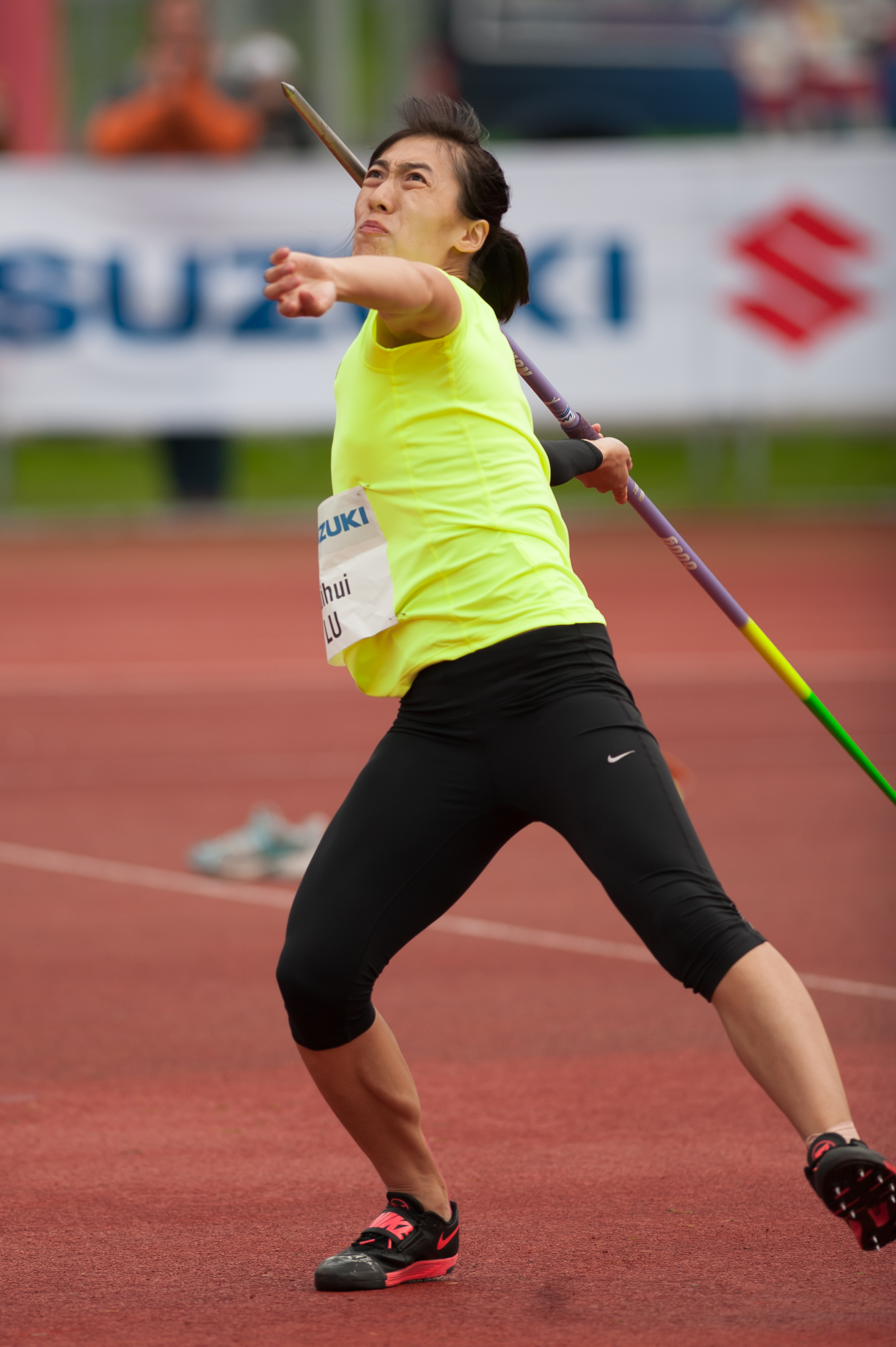
Vizeweltmeisterin Lü Huhui
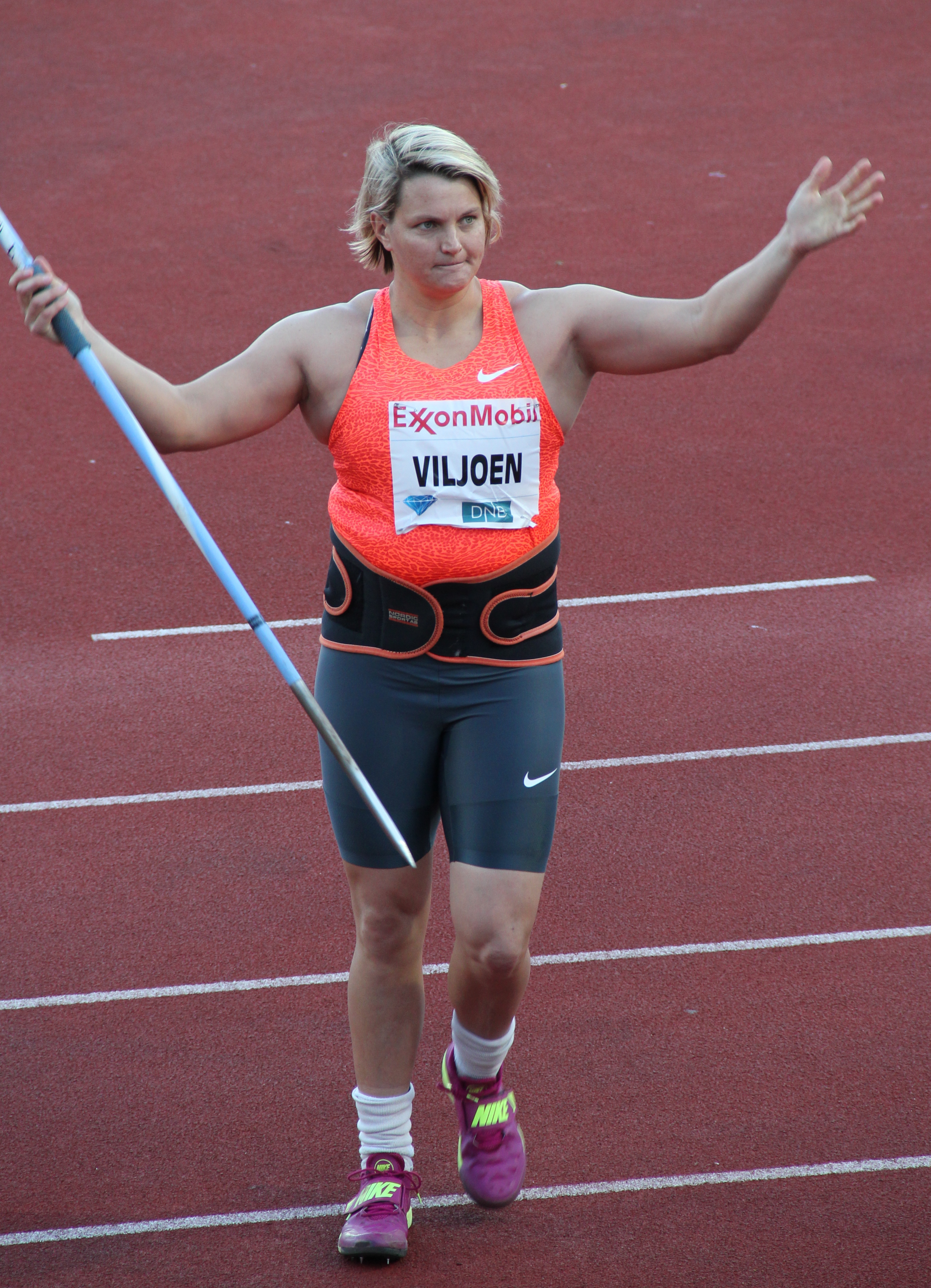
Bronzemedaillengewinnerin Sunette Viljoen

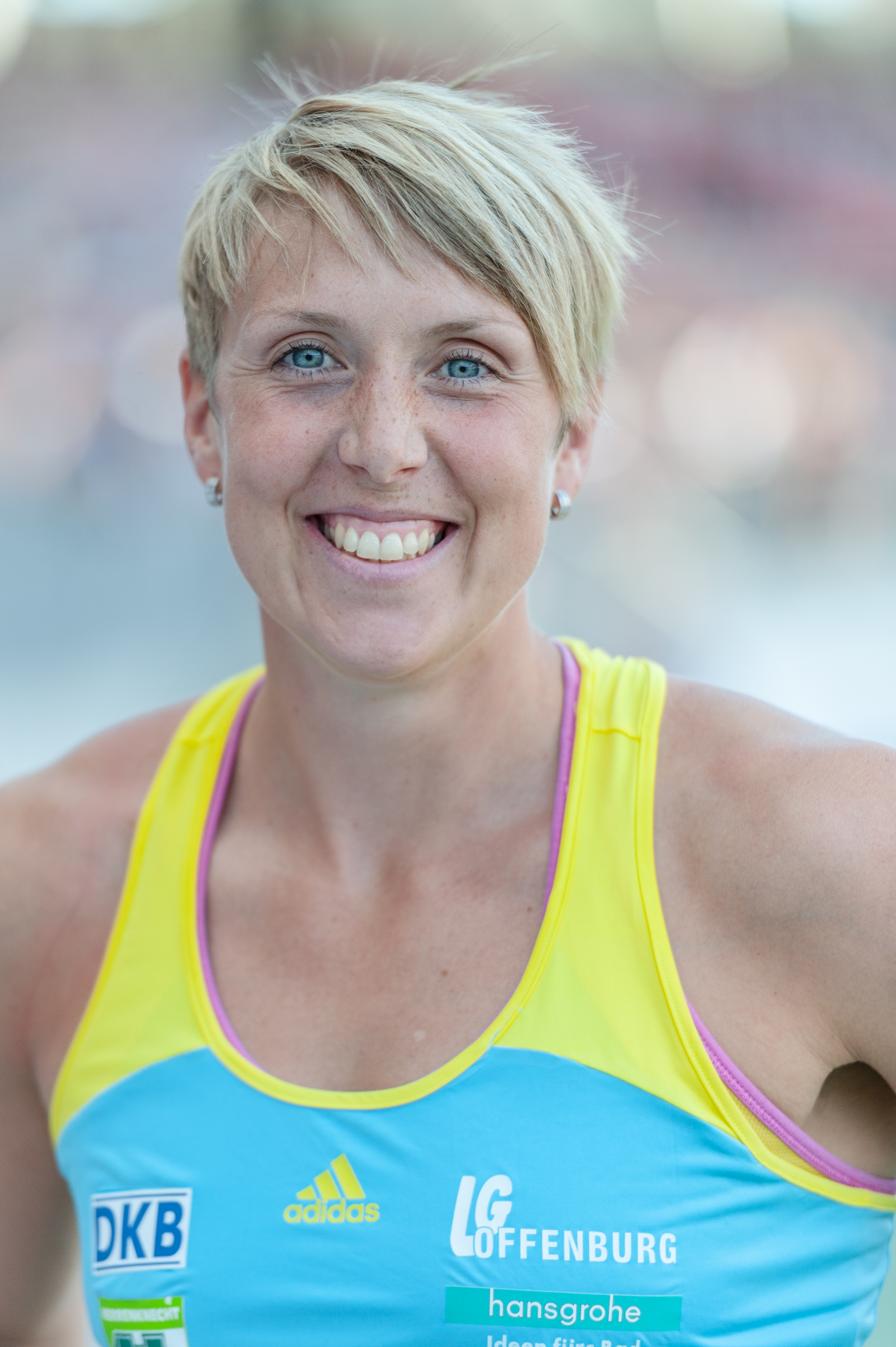
Titelverteidigerin Christina Obergföll belegte im Finale Rang vier
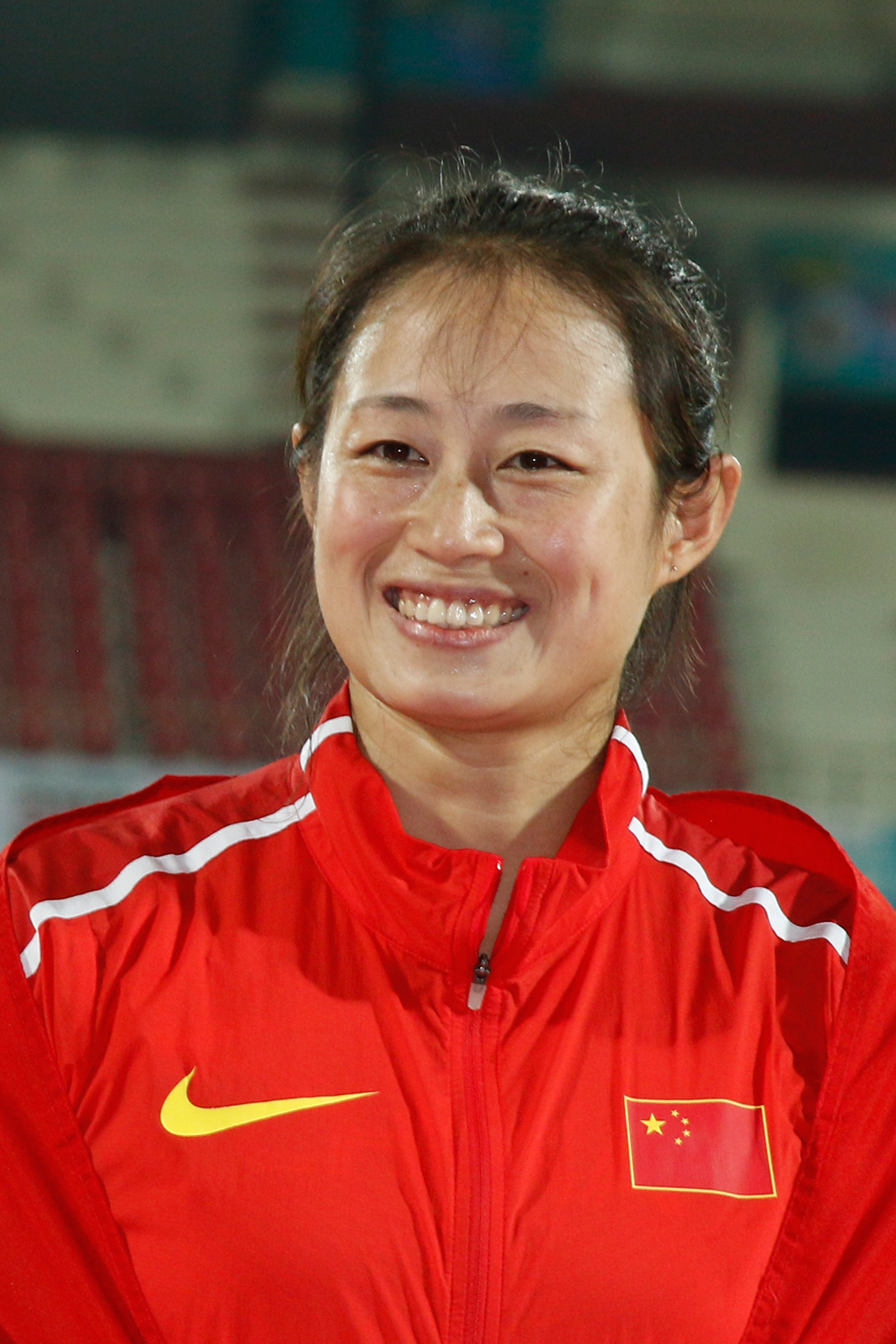
Rang fünf für Li Lingwei
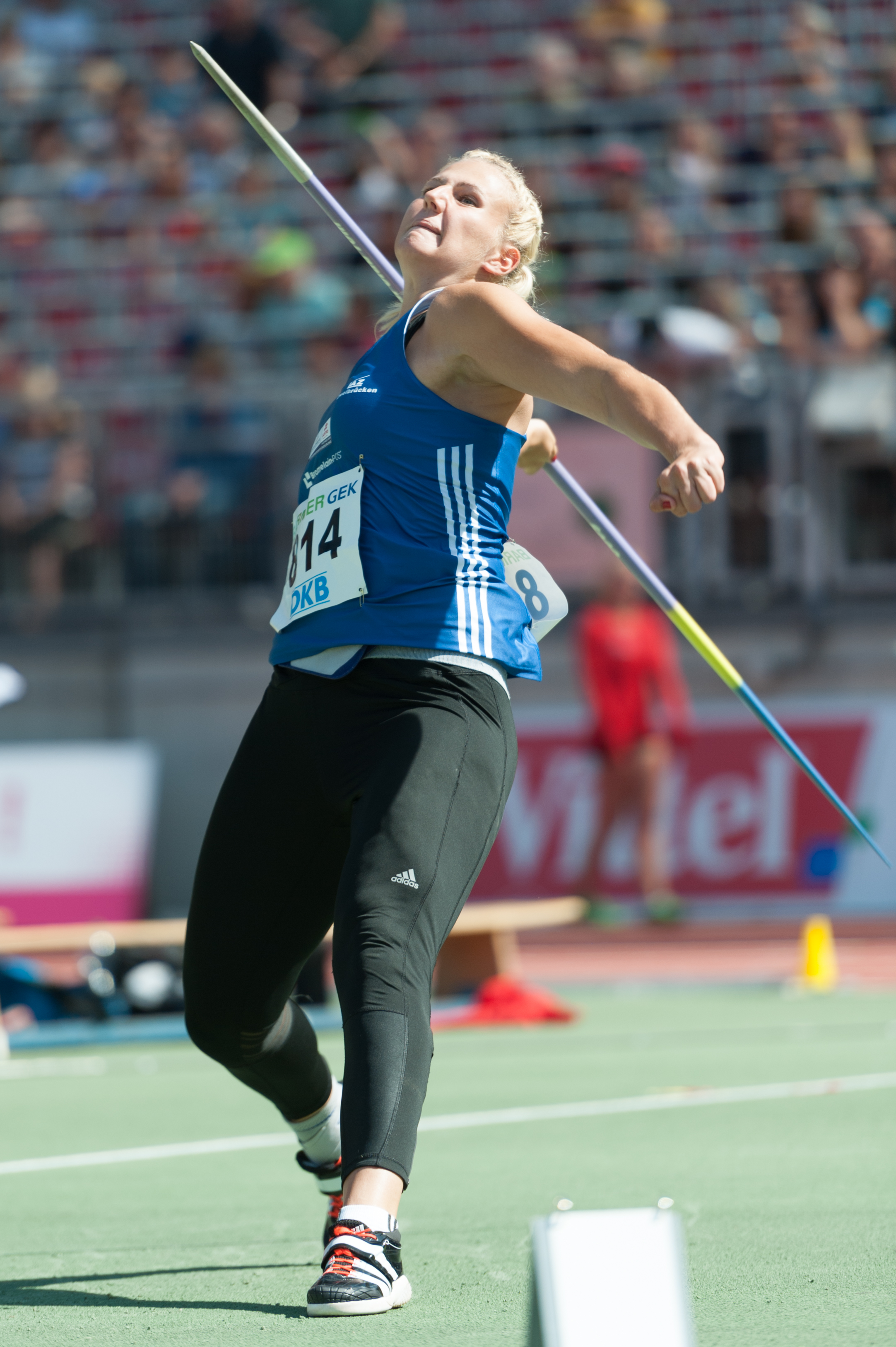
Christin Hussong kam auf den sechsten Platz
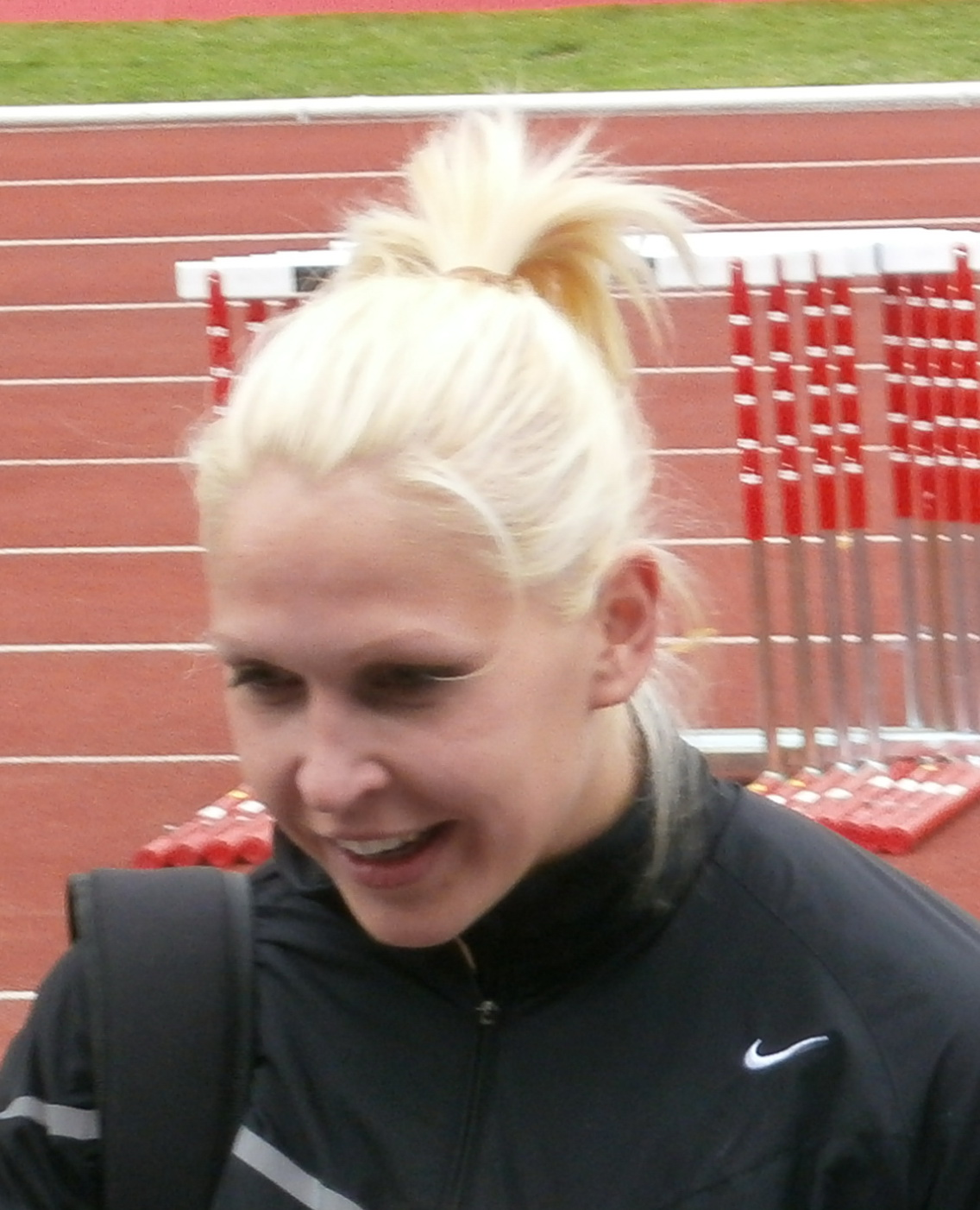
Sinta Ozoliņa erreichte Rang sieben
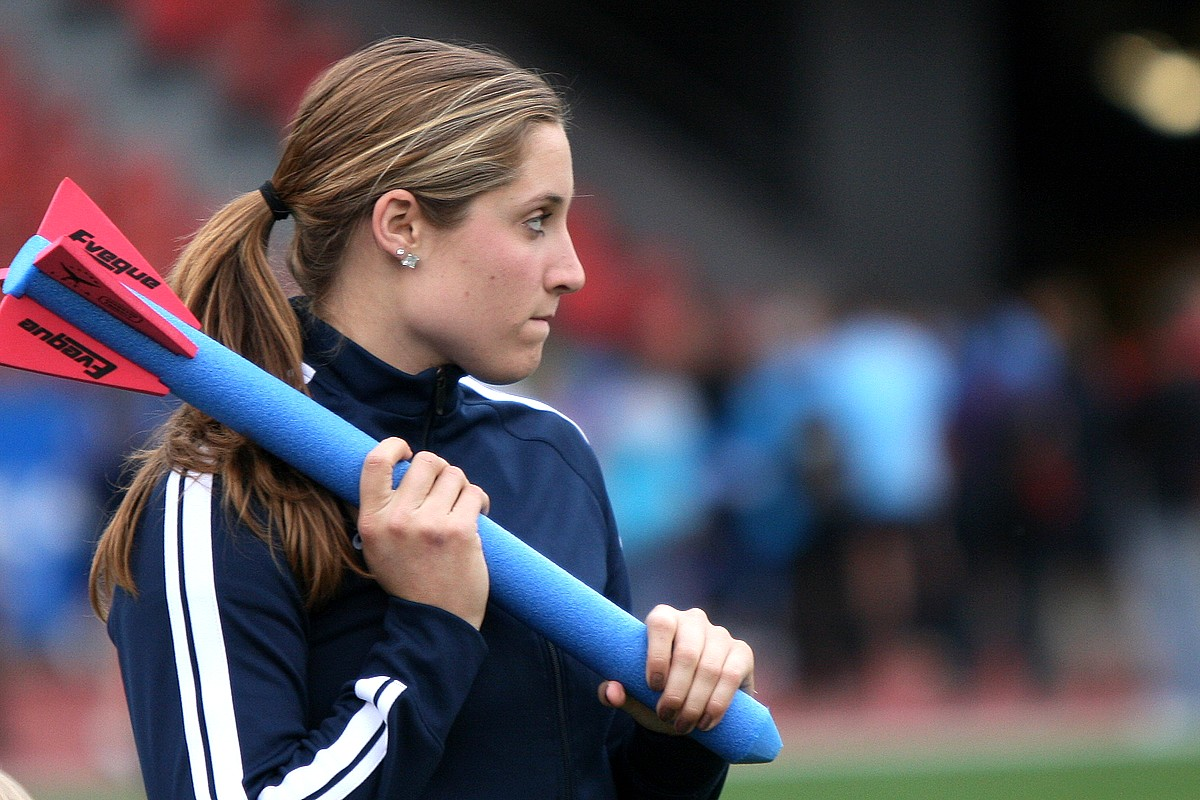
Kara Winger, frühere Kara Patterson – Platz acht
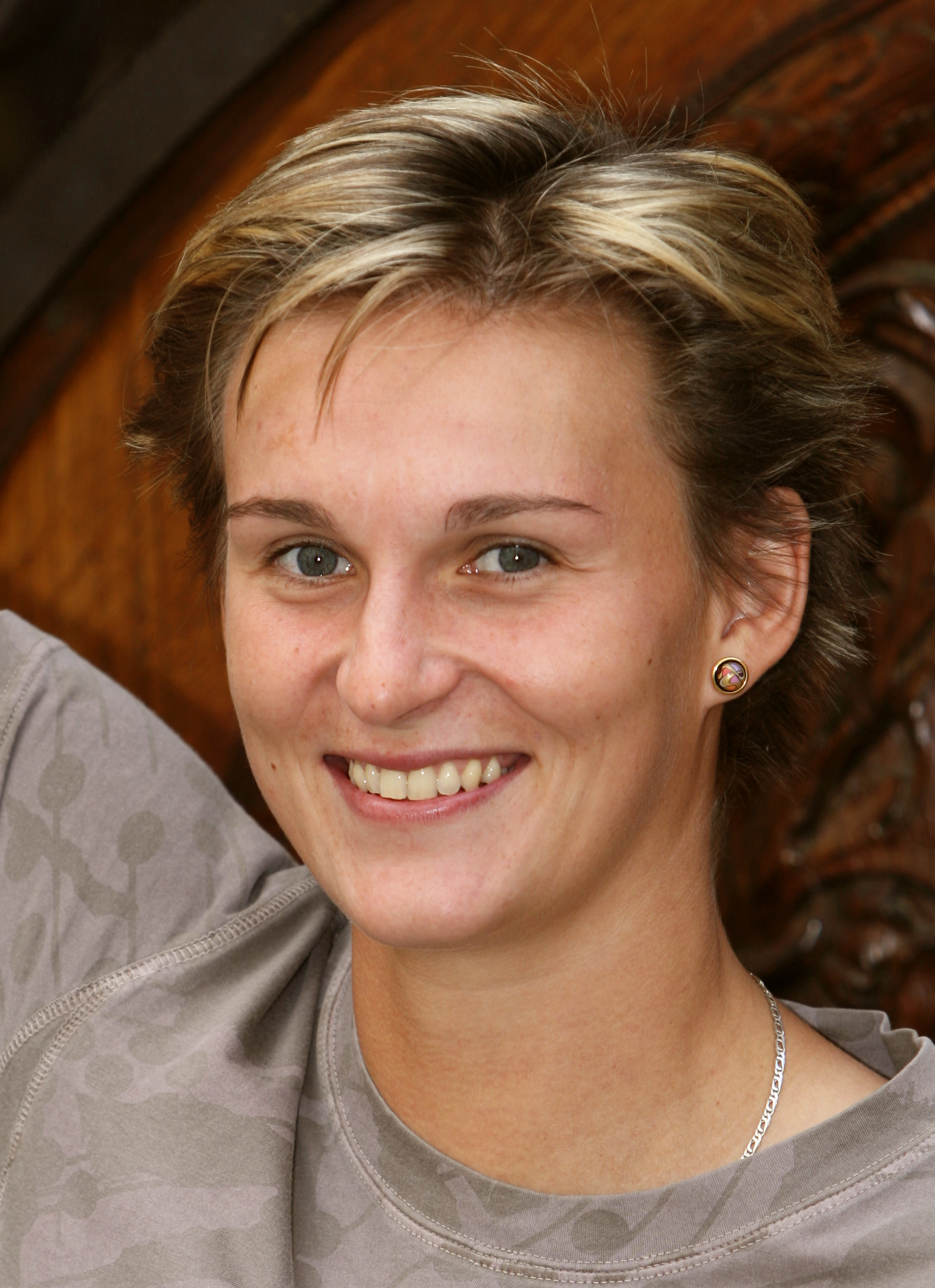
Die Olympiasiegerin von 2008 und 2012 Barbora Špotáková musste sich mit Platz neun zufriedengeben
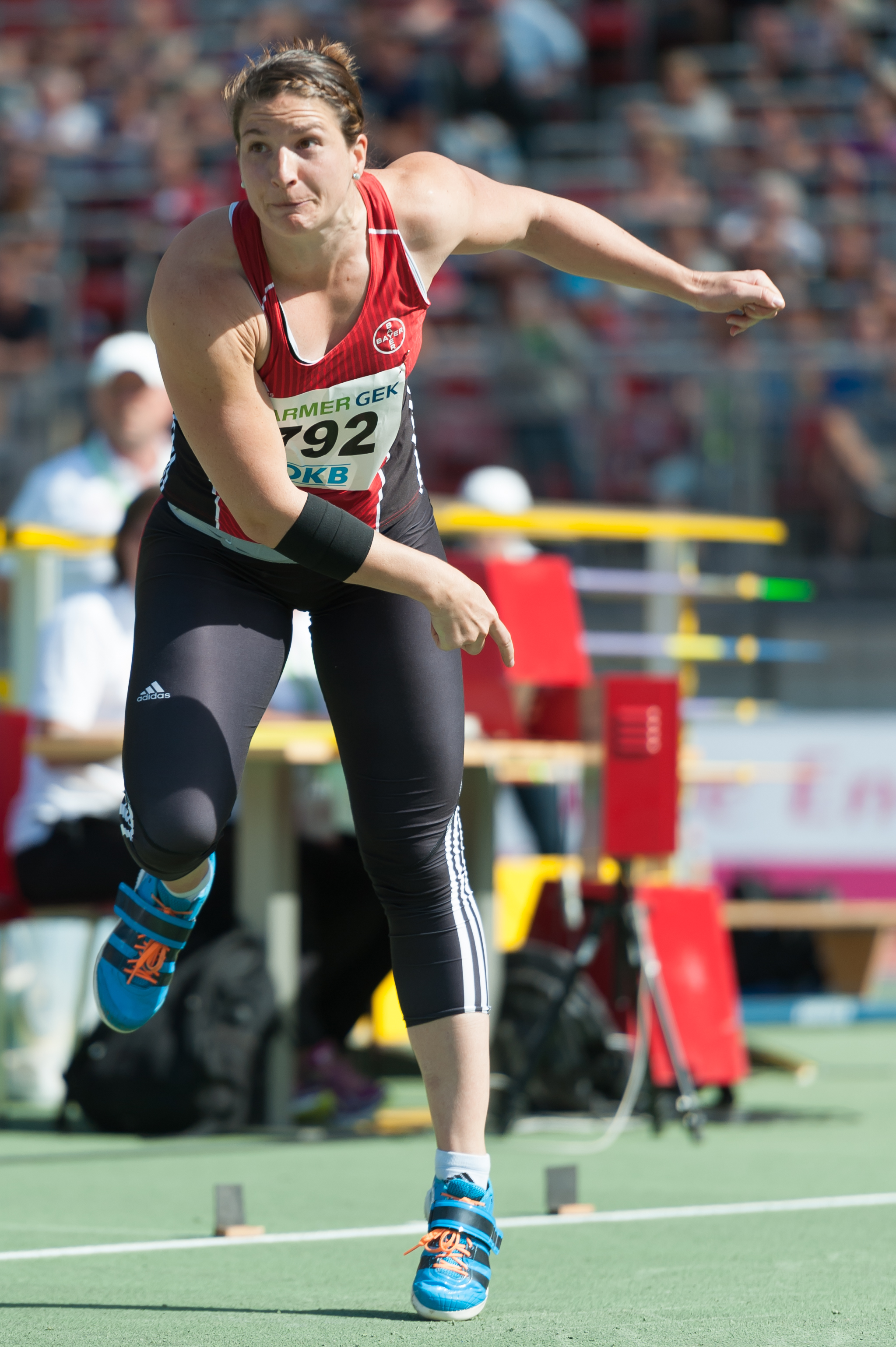
Die Europameisterin von 2010 Linda Stahl belegte Rang zehn
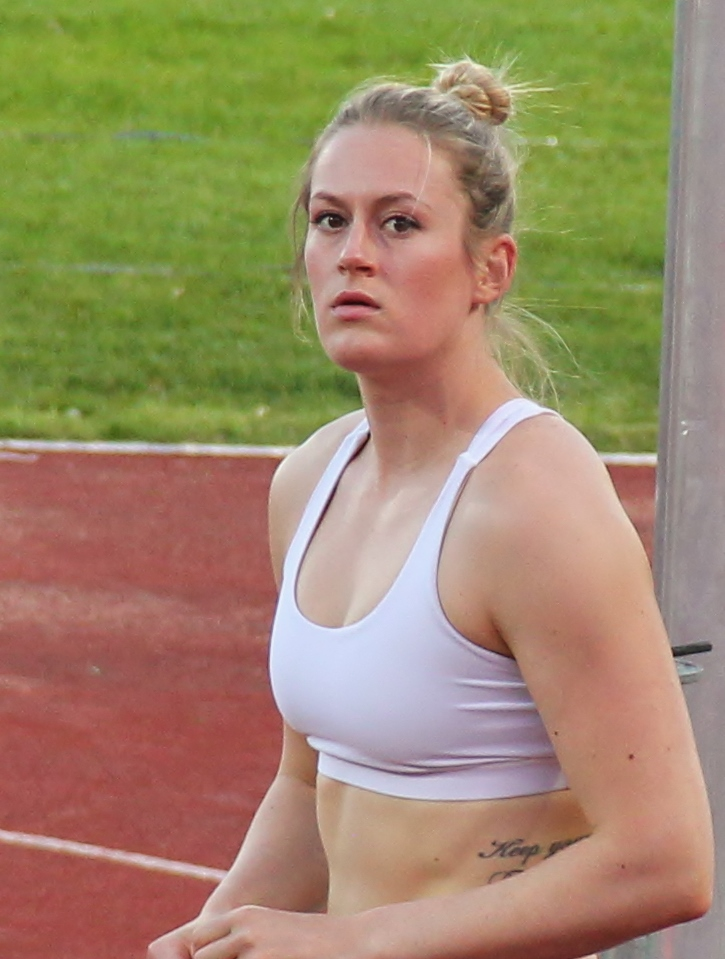
Elizabeth Gleadle kam auf den elften Platz

## Video
- IAAF World Championships Beijing 2015 - Day 9 Highlights, youtube.com, Bereich bis 22:23 min bis 28:30 min, abgerufen am 23. Februar 2021